# Tel-Adashim
Tel-Adashim (תל עדשים) est un moshav fondé en 1913 par des membres de l'organisation Hashomer, dans la Vallée de Jezreel et sur la route reliant Afoula et Nazareth. Son nom est tiré de l'appellation du lieu en arabe (Tel-Adass).
Il devient durant la Première Guerre mondiale le centre principal de Hashomer.
Le moshav Tel-Adashim compte aujourd'hui 200 familles.